# Enomoto Takeaki
En aquest nom japonès, el cognom és Enomoto.
Enomoto Takeaki (en japonès, 榎 本 武扬), (25 d'agost de 1836 - 26 agost 1908) va ser un almirall naval japonès lleial al Shogunat Tokugawa, que va lluitar contra el nou govern Meiji fins a la final de la guerra Boshin, però més tard va servir al nou govern. Va ser president de l'efímera República d'Ezo entre 1868 i 1869.

## Restauració Meiji
Durant la restauració Meiji, després de la rendició d'Edo el 1868 a les forces lleials al nou govern Meiji, durant la guerra Boshin, Enomoto es va negar a lliurar els seus vaixells de guerra, i va fugir a Hakodate (a l'illa de Hokkaido) juntament amb la resta de la Marina de l'antic shogunat Tokugawa, a més d'un grapat d'assessors militars francesos i el seu líder, Jules Brunet. La seva flota de vuit vaixells de guerra de vapor era la més forta al Japó en aquest moment.
Enomoto va tenir l'esperança de crear un país independent sota l'imperi de la família Tokugawa en Hokkaidō, però el govern Meiji es va negar a acceptar la partició del Japó. El 15 de desembre de 1868 es va proclamar independent la "República d'Ezo", amb una organització similar a la que tenia Estats Units, va ser triat com a primer president Enomoto amb el nom japonès de Sosai. Aquesta seria la primera persona elegida per sufragi al Japó, atès que aquest es governava sota una estricta estructura feudal i amb el suport dels senyors de la guerra.
A l'any següent, les forces del govern Meiji va envair Hokkaidō i va derrotar les forces d'Enomoto a la batalla de Hakodate. El 18 de maig de 1869, la República d'Ezo es va ensorrar, i Hokkaidō passar al domini del govern central encapçalada per l'emperador Meiji.